# Fraude électronique
Une fraude électronique est un type de fraude utilisant un ordinateur ou un autre moyen électronique pour voler ou modifier des données numériques, ou pour obtenir une utilisation illégale d’un ordinateur ou d’un système électronique. Cela peut par exemple être le détournement de votes électroniques, l’utilisation frauduleuse de comptes bancaires, la fraude sur les marchés boursiers, etc.

## Fraude électronique électorale
Chaque technique utilisée afin de collecter des votes présente ses propres risques, et pour cette raison les fraudes électorales sont toujours possibles. Le fait que les votes soient anonymes, afin de protéger les électeurs de la pression illicite, signifie que personne ne peut vérifier si chaque voix correspond à ce que son électeur inconnu a réellement voté. Pour cette raison, le seul moyen d’être certain que les résultats électoraux sont justes, est de collecter les votes, en utilisant une procédure sécurisée et vérifiable.
Les élections sur papier tenues par la surveillance d’un public correct peuvent garantir des élections justes et en ordre, parce que les humains peuvent vérifier les opérations et s’occuper des votes par scrutins, qui sont des objets visibles et tangibles. Les procédures électorales italiennes sont un bon exemple, puisque personne n’a jamais remis en question la légitimité des résultats électoraux ces 60 dernières années.
Les élections électroniques ne peuvent pas être tenues sous la responsabilité du public, pour la raison que les procédures ne sont pas vérifiables par des humains, parce que nous ne sommes pas équipés pour vérifier des opérations qui se produisent sur une échelle microscopique en quelques nanosecondes de délai. En fait, pour les personnes qui ne s’y connaissent pas, les ordinateurs semblent agir tout comme une boite noire et leurs opérations peuvent véritablement être vérifiées, simplement en connaissant les entrées et en comparant les sorties attendues aux sorties constatées. Étant donné que le vote est secret, les entrées des élections et les sorties attendues ne sont pas connues, afin d’être comparées aux résultats électoraux. Ainsi, les résultats électoraux ne peuvent pas être vérifiés par des humains.
C’est pour cette raison que certaines personnes pensent que le vote électronique est par nature ouvert à une large série de fraudes indétectables.

## Fraude électronique bancaire
La fraude bancaire électronique consiste à utiliser des moyens électroniques frauduleux pour détourner les fonds d’un ou plusieurs comptes bancaires ou pour obtenir les données personnelles des titulaires de comptes, notamment dans le but d’usurper leur identité. 
Il existe diverses techniques :
- L’hameçonnage (en anglais : phishing)[1].
- L’utilisation d’un logiciel espion (ou mouchard ; au Québec : espiogiciel ; en anglais spyware) pour collecter et transférer des informations sur l'environnement dans lequel un ordinateur ou téléphone mobile est installé[2].
- La défalcation (en anglais : skimming)[3].
- Diverses techniques de fraude électronique destinées à manipuler les marchés boursiers, comme le « spoofing ».